# Shailene Woodley
Shaliene Woodley (San Bernardino, Kalifornia, 1991. november 15. –) amerikai színésznő.
2012-ben Golden Globe-díjra jelölték az Utódok című filmdrámában nyújtott alakításért. Világhírnévre a Csillagainkban a hiba (2014) című filmmel tett szert, amelyben egy tizenéves rákos lányt alakított. Ő játszotta A beavatott-trilógia (2014–2016) főszereplőjét, Beatrice Priort.
2017 és 2019 között a Hatalmas kis hazugságok szereplője volt, mellyel Golden Globe- és Primetime Emmy-díjakra jelölték.

## Gyermekkora
A kaliforniai Simi Valley-ben látta meg a napvilágot. Édesanyja, Lori középiskolai tanácsadó, édesapja, Lonnie ugyanabban az iskolában igazgató. Van egy öccse, Tannel.
Négyévesen modellkedett először egy tévéreklámban. Tizenöt éves volt, amikor szülei elváltak. Ekkor állapították meg, hogy gerincferdülése van, ezért merevítőt kellett viselnie. Mielőtt főszerepet kapott Az amerikai tini titkos élete című sorozatban, a New York-i Egyetemen készült belsőépítészetet tanulni.

## Pályafutása

### A kezdetek
A színészi pályával már egészen kicsi korában, mindössze nyolcévesen megismerkedett. 1999-ben a Replacing Dad című tévéfilmben kapta meg első szerepét. A következő néhány évben olyan ismert sorozatokban játszott epizódszerepeket, mint a Nyomtalanul, a Szeretünk Raymond és A narancsvidék. Utóbbiban hat rész erejéig alakította Kaitlin Coopert. 2005-ben ismét egy tévéfilmben, a Felicity-ben formálta meg a címszereplő lányt, amelyért a Young Artist Awardra jelölték a Legjobb tévéfilmes alakítás kategóriában. Ezután ismét epizódszerepei voltak A nevem Earl, a CSI: New York-i helyszínelők, valamint a Döglött akták sorozatokban. 2008 és 2013 között Amy Juergenst játszotta Az amerikai tinédzser titkos élete című sorozatban. A főszereplő tinilányt játssza, aki tizenöt évesen teherbe esik.
2011-ben Alexandra King szerepét játszotta az Utódok című filmben, ahol George Clooney-val is együtt dolgozhatott. A film nagyon nagy áttörést jelentett, és elnyerte a kritikusok elismerést. Több díjat is kapott, többek között Golden Globe-ra is jelölték.

### 2013 után
2013-ban szerepelt a Tim Tharp regénye alapján készült Az élet habzsolva jó című filmben, Amiee Finecky-t alakítva. A filmben nyújtott színészi játéka pozitív kritikákat kapott, ahogy maga a film is. Ezt követően beválasztották a könyvtrilógia alapján készült A beavatott című filmbe, ahol a főszereplő lányt, Beatrice Prior-t alakította. A film a futurisztikus Chicagóban játszódik, ahol az embereket öt csoportra osztják személyiségjegyeik alapján, de a főszereplőről kiderül, ő egyik kategóriába sem illik bele, mert egy úgynevezett elfajzott.
2012 októberében a Sony bejelentette, hogy ő fogja játszani A csodálatos Pókember 2.-ben Mary Jane Watson szerepét. 2013 novemberében kiderült, a szereplőt kivágták a film végső változatából, mert a rendező úgy érezte, nem szükséges ebben a részben. 2014. január 20-án jelent meg a White Bird in a Blizzard című film a Sundance Filmfesztiválon. A filmben Woodley a problémás életű tinédzsert, Kat Connort játszotta, akinek édesanyja hirtelen eltűnése teljesen felforgatja életét.
A legnagyobb sikert a Csillagainkban a hiba hozta meg számára, melyben Hazel Grace Lancastert alakította. A film John Green azonos című regénye alapján készült és Hazelről, a 17 éves rákbeteg lányról szól, aki egy önsegítő csoportban megismerkedik az egyik lábát osteosarcoma miatt elvesztett 18 éves Gusszal (Ansel Elgort). A filmet számos díjra jelölték, illetve pozitív kritikákkal illették és bevételi szempontból is sikeres lett. 2015 márciusában kerül moziba A beavatott folytatása, A beavatott-sorozat: A lázadó, majd 2016-ban A hűséges című befejező rész.

## Filmográfia

### Film
| Év   | Magyar cím                     | Eredeti cím                     | Szerep                              | Magyar hang   |
| ---- | ------------------------------ | ------------------------------- | ----------------------------------- | ------------- |
| 2007 | Tuti üzlet                     | Moola                           | Ashley Hedges                       |               |
| 2011 | Utódok                         | The Descendants                 | Alexandra "Alex" King               | Csuha Borbála |
| 2013 | Az élet habzsolva jó           | The Spectacular Now             | Aimee Finecky                       | Lamboni Anna  |
| 2014 |                                | White Bird in a Blizzard        | Katrina "Kat" Connor                |               |
| 2014 | A beavatott                    | Divergent                       | Beatrice "Tris" Prior               | Gáspár Kata   |
| 2014 | A csodálatos Pókember 2.       | The Amazing Spider-Man 2        | Mary Jane Watson (törölt jelenetek) |               |
| 2014 | Csillagainkban a hiba          | The Fault in Our Stars          | Hazel Grace Lancaster               | Pekár Adrienn |
| 2014 |                                | 9 Kisses (rövidfilm)            | bokszoló lány                       |               |
| 2015 | A beavatott-sorozat: A lázadó  | The Divergent Series: Insurgent | Beatrice "Tris" Prior               | Gáspár Kata   |
| 2016 | A beavatott-sorozat: A hűséges | The Divergent Series: Allegiant | Beatrice "Tris" Prior               | Gáspár Kata   |
| 2016 | Snowden                        | Snowden                         | Lindsay Mills                       | Csuha Borbála |
| 2018 | Sodródás                       | Adrift                          | Tami Oldham                         | Gáspár Kata   |
| 2019 | Lezárások, kezdetek            | Endings, Beginnings             | Daphne                              | Lovas Rozi    |
| 2021 | A mauritániai                  | The Mauritanian                 | Teresa "Teri" Duncan                |               |
| 2021 | Utóhatás                       | The Fallout                     | Anna                                |               |
| 2021 | Az utolsó szerelmes levél      | The Last Letter from Your Lover | Jennifer Stirling                   | Huszárik Kata |
| 2023 | Célt tévesztett élet           | To Catch a Killer               | Eleanor Falco                       |               |
| 2023 | Robotok                        | Robots                          | Elaine / E2 / E3                    |               |
| 2023 | Ferrari                        | Ferrari                         | Lina Lardi                          | Gáspár Kata   |
| 2023 | Pénzeső                        | Dumb Money                      | Caroline Gill                       | Csuha Borbála |
| 2024 |                                | Killer Heat                     | Penelope Vardakis                   |               |

Dokumentumfilmek
- 2016: The Best Democracy Money Can Buy[19] – önmaga
- 2017: Awake: A Dream From Standing Rock[20] – nem szerepel (vezető filmproducer)
- 2022: The Revolution Generation[21] – önmaga
- 2023: Materia Viva[22][23] – önmaga

### Televízió
| Év        | Magyar cím                    | Eredeti cím                              | Szerep                  | Megjegyzések                                         |
| --------- | ----------------------------- | ---------------------------------------- | ----------------------- | ---------------------------------------------------- |
| 1999      |                               | Replacing Dad                            | kislány                 | tévéfilm                                             |
| 2001–2003 | A körzet                      | The District                             | Kristin Debreno         | 3 epizód                                             |
| 2001–2004 | Bostoni halottkémek           | Crossing Jordan                          | fiatal Jordan Cavanaugh | 4 epizód                                             |
| 2003      | Nyomtalanul                   | Without Trace                            | fiatal Clare Metcalf    | 1 epizód                                             |
| 2003–2004 | A narancsvidék                | The O.C.                                 | Kaitlin Cooper          | 6 epizód                                             |
| 2004      | A bizalom háza                | A Place Called Home                      | California „Cali” Ford  | tévéfilm                                             |
| 2004      | Szeretünk Raymond             | Everybody Loves Raymond                  | nagyképű lány           | 1 epizód                                             |
| 2004–2005 | Jack és Bobby                 | Jack & Bobby                             | Chloe Benedict          | 2 epizód                                             |
| 2005      | Felicity                      | Felicity: An American Girl Adventure     | Felicity Merriman       | tévéfilm                                             |
| 2006      | A nevem Earl                  | My name is Earl                          | fiatal Gwen             | 1 epizód                                             |
| 2007      | Landolás                      | Final Approach                           | Maya Beneder            | tévéfilm                                             |
| 2007      |                               | Close to Home                            | Gaby Tursi              | 1 epizód                                             |
| 2007      | CSI: New York-i helyszínelők  | CSI: NY                                  | Evie Pierpont           | 1 epizód                                             |
| 2007      | Döglött akták                 | Cold Case                                | Sarah Gunden            | 1 epizód                                             |
| 2008–2013 | Az amerikai tini titkos élete | The Secret Life of the American Teenager | Amy Jurgens             | főszereplő (121 epizód)                              |
| 2017–2019 | Hatalmas kis hazugságok       | Big Little Lies                          | Jane Chapman            | - főszereplő (14 epizód) - magyar hangja: Tarr Judit |
| 2023      |                               | Three Women                              | Gia Lombardi            | főszereplő (10 epizód)                               |

## Fontosabb díjak és jelölések
A bizalom háza (2004)
- Legjobb TV-film vagy Minisorozat szereplés – Legjobb Fiatal színész

Felicity (2005)
- Legjobb TV-film vagy Minisorozat szereplés – Legjobb Fiatal színész

Az amerikai tini titkos élete
- 2009: Teen Choice Award – Kiváló tv-színész: Dráma (Az amerikai tinédzser titkos élete)
- 2009: Teen Choice Award – Nyári TV-sztár: Nő
- 2009: Legjobb tv-sorozat szereplés (Komédia vagy Dráma) – Legjobb fiatal színész
- 2010: Teen Choice Award – Kiváló tv-színész: Dráma
- 2010: Teen Choice Award – Nyári TV-sztár: Nő
- 2011: Teen Choice Award: Legjobb TV-színész: Dráma
- 2012: Teen Choice Awards: Legnagyobb Nyári TV-sztár

Utódok (2011)
- 2011: CFCA Award: Legjobb Mellékszereplő
- 2011: CFCA Award: Legígéretesebb előadó
- 2011: DFCS Award: Legnagyobb áttörés
- 2011: Best Ensemble Cast
- 2011: Breakthrough Award
- 2011: WAFCA Award: Legjobb mellékszereplő
- 2012: Golden Globe: Legjobb mellékszereplő
- 2012: Critics Choice Award: Legjobb mellékszereplő
- 2012: Critics Choice Award: Legjobb fiatal színésznő
- 2012: Chlotrudis Award: Legjobb mellékszereplő
- 2012: Georgia Film Critics Association (GFCA): Legjobb mellékszereplő
- 2012: Iowa Film Critics Awards: Legjobb mellékszereplő
- 2012: Online Film Critics Society Awards: Legjobb mellékszereplő
- 2012: Toronto Film Critics Association Awards: Legjobb mellékszereplő

Az élet habzsolva jó (2013)
- 2013: SDFCS: Legjobb női mellékszereplő
- 2013: Sundance Filmfesztivál: Különdíj
- 2014: MTV Movie Awards: Legjobb csók
- 2014: Independent Spirit Award: Legjobb női főszereplő

A Beavatott (2014)
- 2014: MTV Movie Awards: Legjobb karakter
- 2014: Teen's Choice Awards: Legjobb színésznő: Akció
- 2015: People's Choice Awards: Legjobb filmbeli duó

Csillagainkban a hiba (2014)
- 2014: Hollywood Film Award: Legjobb fiatal színésznő
- 2014: Young Hollywood Award: Legjobb filmbeli pár
- 2014: Teen's Choice Award: Legjobb csók

Hatalmas kis hazugságok
- Golden Globe: Legjobb női mellékszereplő (sorozat, minisorozat vagy tévéfilm)
- Primetime Emmy-díj: Legjobb női mellékszereplő (sorozat, minisorozat vagy tévéfilm)